# Marblehead Neck Wildlife Sanctuary
Das Marblehead Neck Wildlife Sanctuary ist ein 18 Acres (7,3 ha) umfassendes Schutzgebiet bei Marblehead im Bundesstaat Massachusetts der Vereinigten Staaten. Es wird von der Massachusetts Audubon Society verwaltet.

## Schutzgebiet
Das auf einer Halbinsel direkt an der Massachusetts Bay gelegene Schutzgebiet ist auf seine Fläche bezogen eines der kleinsten der Audubon Society und bietet mit Sümpfen, Waldflächen und dichtem Gebüsch vor allem Vögeln wie den Grasmückenartigen und Nachtreihern einen Rückzugsraum. Es ist zudem im Frühjahr und Herbst ein wichtiger Rastplatz für Zugvögel. Besuchern stehen 0,85 mi (1,4 km) Wanderwege zur Verfügung.